# 段宏
段宏（?—?），鲜卑人，五胡十六国南燕、东晋到南朝宋政治人物。
段宏开始在后燕皇帝慕容宝属下为员外郎，397年，北魏攻打後燕，乐浪王慕容惠、中书侍郎韩范、员外郎段宏、太史令刘起等人率领工匠、艺伎等三百人逃奔邺城。南燕建立，段宏归附慕容德，为尚书左仆射。403年，司隶校尉慕容达谋反，殿中帅侯赤眉开门接应。段宏听说宫中有变，率兵屯守四门。慕容德入宫，诛杀侯赤眉等。慕容达出奔北魏。405年，慕容超即位，亲信公孙五楼。慕容德原来的大臣北地王慕容钟、段宏心中不安，请求去外地任职。慕容超任命慕容钟为青州牧，任命段宏为徐州刺史。段宏和慕容钟说公孙五楼“黄犬之皮，恐终补狐裘也。”406年，慕容法与慕容钟、段宏准备反叛。慕容昱攻克莒城，段宏投奔北魏。409年十月，刘裕北伐南燕时，段宏从北魏投奔刘裕，授中兵参军，从征后秦。418年，关中失守，背负雍州刺史刘义真逃归。刘裕以段宏为宋台黄门郎、领太子右卫率。430年，宋文帝派骁骑将军段宏率领精锐骑兵八千人北伐北魏，直指虎牢。431年，檀道济率宁朔将军王仲德、骁骑将军段宏抗击魏军，大破北魏安平公乙旃眷（叔孙建）的军队。段宏最后官至征虏将军，青、冀二州刺史。段宏著有《韵集》八卷。见于《隋书·经籍志》。